# Chris Odera
Chris Odera est un boxeur kényan né le 12 décembre 1963 et mort le 27 novembre 2012 à Krefeld (Allemagne).

## Carrière
Chris Odera est médaillé d'or aux Jeux africains de Nairobi en 1987, s'imposant en finale de la catégorie des poids super-lourds contre le Zaïrois Tshibalabala Kadima.
Aux Jeux olympiques d'été de 1988 à Séoul, il est éliminé au deuxième tour dans la catégorie des poids super-lourds par le Canadien Lennox Lewis.